# جمهرة النجوم
في علم الفلك، جمهرة النجوم (بالإنجليزية: Stellar population)‏ مصطلح يشير إلى مجموعة من النجوم داخل المجرة التي تشبه بعضها البعض في التوزيع المكاني، والتركيب الكيميائي والمعدنية (كميات العناصر) ولها نفس العمر وهي طريقة لكشف الأحداث الماضية في مجرتنا وطريقة تشكلها. في عام 1944، صنف فالتر بادي مجموعة من النجوم في مجرة درب التبانة بحسب أطيافها. ونظرًا للاختلافات الكبيرة للغاية في أطياف النجوم، قسمت النجوم إلى شعبتين رئيسيتين تحت مسمى جمهرة النجوم الأولى  وجمهرة النجوم الثانية بناءً على تكوينها الكيميائي أو المعدني، وأضيف تقسيم آخر يعرف باسم جمهرة النجوم الثالثة في عام 1978.
جمهرة النجوم I هي النجوم الشابة ذات المعدنية العالية، في حين أن جمهرة النجوم II هي النجوم القديمة ذات المعدنية المنخفضة.

## جمهرة النجوم

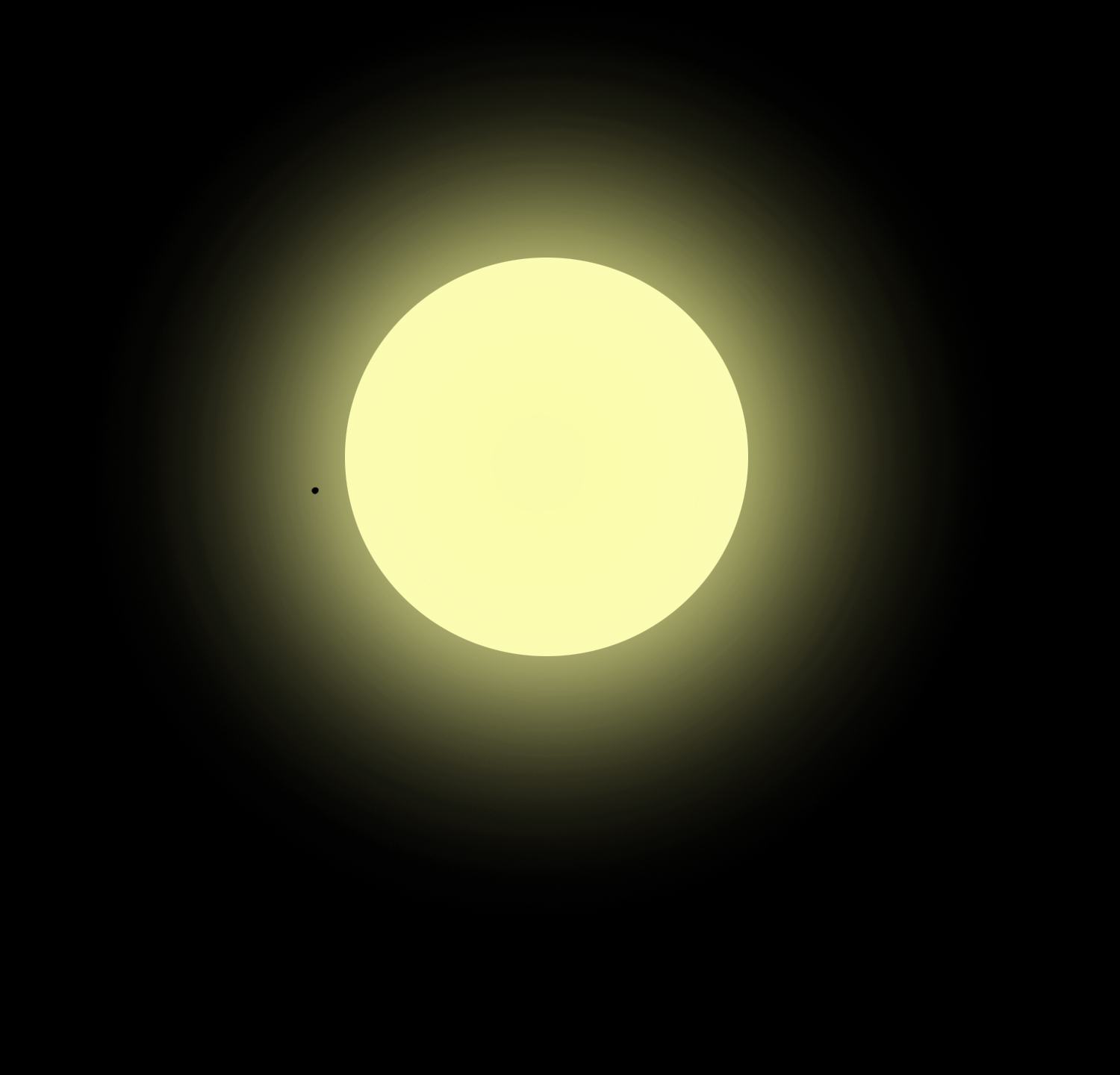
ميو آرا من جمهرة النجوم الأولى غني بالمعادن.

كشفت مراقبة أطياف النجوم أن معدنية النجوم القديمة والعناصر الثقيلة أقل بالمقارنة مع الشمس. وهذا يوحي على الفور أن المعدنية تطورت تدريجيا عبر أعمار النجوم خلال عملية تطور النجوم. في النماذج الكونية الحالية، كانت المادة التي تكونت نتيجة الانفجار العظيم في الغالب تتكون من الهيدروجين والهيليوم، مع وجود نسبة ضئيلة جدا من العناصر الخفيفة مثل الليثيوم والبريليوم.بعد ذلك، عندما برد الكون بما فيه الكفاية، ولدت النجوم الأولى وكانت نجوم ذات معدنية فقيرة للغاية أو من دون معادن، ويفترض بأن كتل هذة النجوم كانت أكبر بمئات المرات من الشمس وفي المقابل، فأن هذه النجوم الضخمة تطورت بشكل سريع جدا وأنشت عملية التخليق النووي بسرعة العناصر 26 الأولى.

### جمهرة النجوم الأولى
جمهرة النجوم الأولى أو النجوم الغنية بالمعادن هي النجوم الشابة ذات المعدنية العالية بمعنى أخر، تلك التي تشكلت قبل حوالي 1,000,000 إلى 100,000,000 سنة ..الشمس هي مثال النجم الغني بالمعادن. وهذه النجوم شائعة في الأذرع الحلزونية لمجرة درب التبانة.

### جمهرة النجوم الثانية

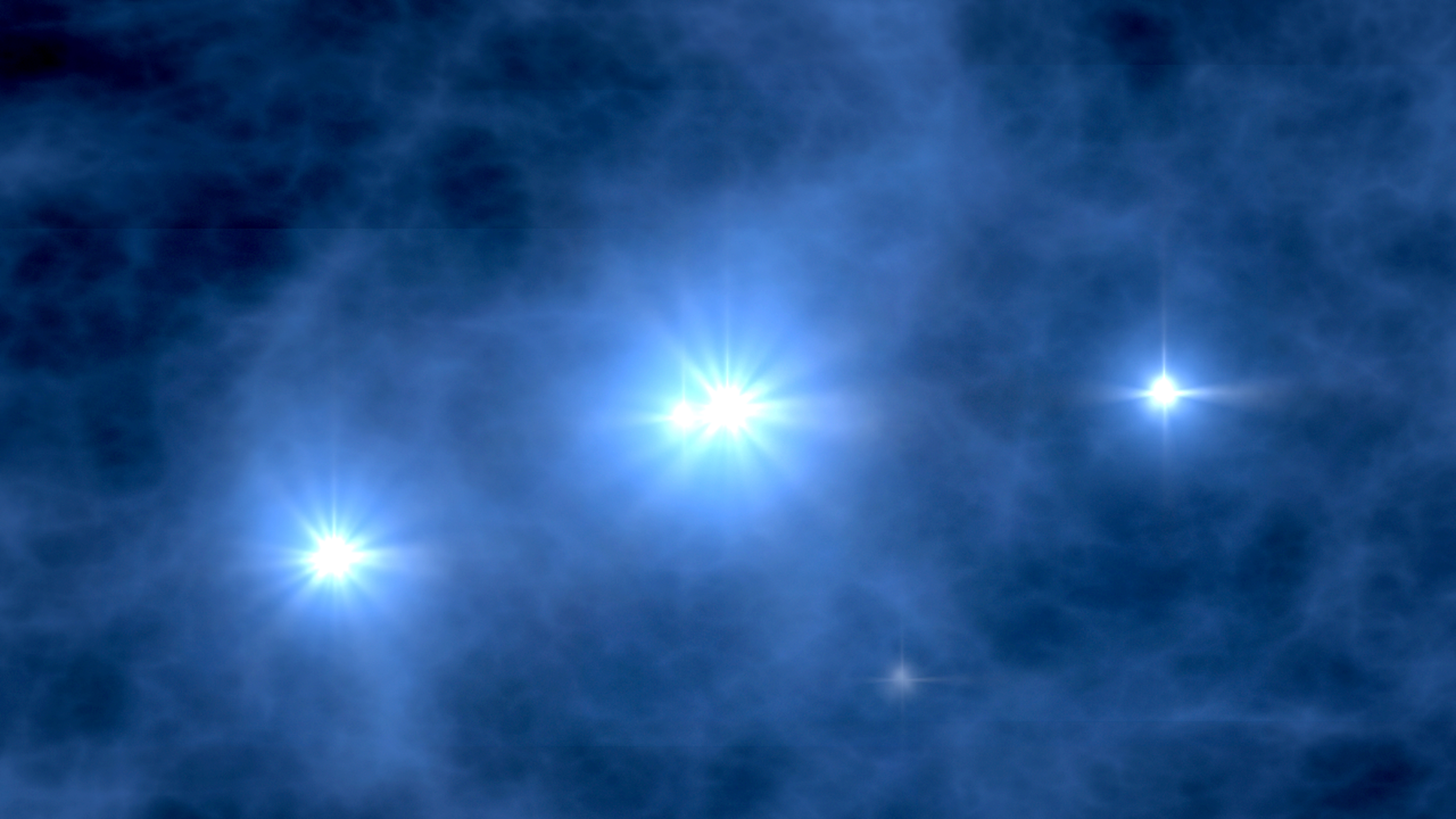
تصور فني للنجوم الأولى، بعد 400 مليون سنة من الإنفجار العظيم.

جمهرة النجوم الثانية أو النجوم ذات المعدنية المنخفضة هي من أقدم النجوم المعروفة وتتكون من عناصر قليلة (الهيدروجين والهيليوم) ناتجة عن الانفجار العظيم مع وجود (آثار من ليثيوم-7). وتوجد هذة النجوم في الغالب ضمن العناقيد الكروية ونواة المجرة وتمتاز بلمعانها الأقل ودرجة حرارتها المنخفضة مقارنة مع جمهرة النجوم الأولى . وقلة العناصر في جمهرة النجوم II قد يكون سببة اعمارها الكبيرة (نحو 6 مليار سنة) أو انها تشكلت في مناطق لايوجد فيها وفرة عناصر ثقيلة. وتستخدم المعدنية كمؤشر للأعمار النجوم 

### جمهرة النجوم الثالثة

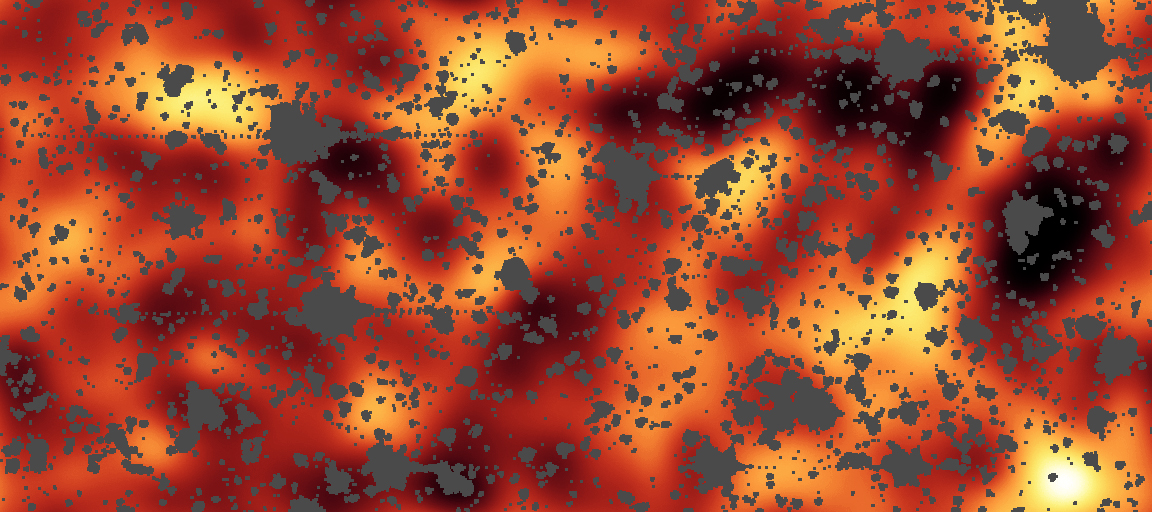
توهج محتمل لجمهرة النجوم الثالثة صورة بواسطة مقراب ناسا الفضائي سبيتزر

جمهرة النجوم III أو النجوم ذات المعدنية المنخفضة للغاية (EMP)، هي جمهرة افتراضية من النجوم الساطعة الضخمة للغاية والساخنة ذات المعدنية المنخفضة للغاية.
إن النظرية الحالية منقسمة حول ما إذا كانت النجوم الأولى ذات كتل كبيرة جدا أم لا وتشير النظريات المقترحة في عام 2009 و 2011 أن مجموعات النجوم الأولى قد تألفت من نجم كبير الكتلة تحيط به العديد من النجوم الصغيرة.
جمهرة النجوم الثالثة يستدل على وجودها نظريا فقط من علم الكون الفيزيائي، وقد تم العثور على أدلة غير مباشرة على وجودها باستخدام عدسات الجاذبية في جزء بعيد جدا من الكون
ويفترض علماء الفلك ان جمهرة النجوم III تتكون من الغاز البدائي - الهيدروجين والهليوم وكميات صغيرة جدا من الليثيوم والبريليوم.ورغم عمليات البحث المكثفة فأن جمهرة النجوم III ماتزال نجوم افتراضية 
في يونيو 2015، أفاد علماء الفلك ان هناك أدلة على وجود نجوم الجمهرة III في مجرة الانزياح الأحمر 7 ومن المرجح أن تكون هذة النجوم تواجدت في الكون المبكر جدا، وربما تكون بدأت بإنتاج العناصر الكيميائية الأثقل من الهيدروجين المطلوبة لتشكل الكواكب والحياة كما نعرفها.
تم الاستدلال على وجود نجوم الجمهرة III من علم الكونيات الفيزيائي ، لكن لم يتم رصدها بشكل مباشر بعد. تم العثور على دليل غير مباشر على وجودهم في مجرة ذات عدسة جاذبية في جزء بعيد جدًا من الكون. قد يفسر وجودها حقيقة أن العناصر الثقيلة - التي لا يمكن أن تكون قد نشأت في الانفجار العظيم - تمت ملاحظتها في أطياف انبعاث الكوازارات. يُعتقد أيضًا أنها مكونات لمجرات زرقاء باهتة. من المحتمل أن تكون هذه النجوم قد أثارت فترة إعادة تأين الكون ، وهي مرحلة انتقالية رئيسية لغاز الهيدروجين الذي يتكون من معظم الوسط بين النجمي. تشير ملاحظات المجرة UDFy-38135539 إلى أنها ربما لعبت دورًا في عملية إعادة التأين هذه. اكتشف المرصد الأوروبي الجنوبي جيبًا مشرقًا من النجوم السكانية المبكرة في المجرة الساطعة للغاية Cosmos Redshift 7 من فترة إعادة التأين حوالي 800 مليون سنة بعد الانفجار العظيم ، عند z = 6.60.  بقية المجرة بها بعض جمهرة من النجوم الحمراء من جمهرة النجوم II. تقول بعض النظريات أنه كان هناك جيلين من جمهرة النجوم III .
تنقسم النظرية الحالية حول ما إذا كانت النجوم الأولى ضخمة جدًا أم لا. أحد الاحتمالات هو أن هذه النجوم كانت أكبر بكثير من النجوم الحالية: عدة مئات من الكتل الشمسية ، وربما تصل إلى 1000 كتلة شمسية. ستكون مثل هذه النجوم قصيرة العمر جدًا وستدوم من 2 إلى 5 ملايين سنة فقط. [30] ربما كانت مثل هذه النجوم الكبيرة ممكنة بسبب نقص العناصر الثقيلة والوسط النجمي الأكثر دفئًا من الانفجار العظيم.  محاطة بالعديد من النجوم الصغيرة. النجوم الأصغر ، إذا بقيت في مجموعة الولادة ، سوف تراكم المزيد من الغازات ولن تتمكن من البقاء حتى يومنا هذا ، لكن دراسة عام 2017 خلصت إلى أنه إذا نتج نجم ذو كتلة 0.8 كتلة شمسية (M☉) أو أقل من مجموعة ولادته ، قبل أن تتراكم كتلته أكثر ، يمكنه البقاء على قيد الحياة حتى يومنا هذا ، وربما يكون في مجرتنا درب التبانة.
يشير تحليل بيانات جمهرة النجوم الثانية ذات المعادن المنخفضة للغاية مثل HE 0107-5240 ، والتي يعتقد أنها تحتوي على المعادن التي تنتجها المجموعة الثالثة من النجوم ، إلى أن هذه النجوم الخالية من المعادن لها كتل من 20 إلى 130 كتلة شمسية. من ناحية أخرى ، يشير تحليل العناقيد الكروية المرتبطة بالمجرات الإهليلجية إلى أن المستعرات الأعظمية غير المستقرة ، والتي ترتبط عادةً بالنجوم الضخمة جدًا ، كانت مسؤولة عن تكوينها المعدني. وهذا يفسر أيضًا سبب عدم وجود نجوم منخفضة الكتلة مع وجود معدنة صفرية ملحوظة ، على الرغم من إنشاء نماذج لعدد أصغر من النجوم الثالثة.
 تم اقتراح المجموعات التي تحتوي على أقزام حمراء صفرية أو أقزام بنية (ربما تم إنشاؤها بواسطة المستعرات الأعظمية الزوجية غير المستقرة [16]) على أنها مادة مظلمة مرشحة ، [39] [40] ولكن البحث عن هذه الأنواع من MACHOs من خلال عدسة الجاذبية الدقيقة أدت إلى نتائج سلبية .

يعد اكتشاف نجوم الجمهرة III هدفًا من تلسكوب جيمس ويب الفضائي التابع لناسا. المسوحات الطيفية الجديدة ، مثل SEGUE أو SDSS-II ، قد تحدد أيضًا نجوم الجمهرة III. [بحاجة لمصدر]
في 8 ديسمبر 2022 ، أبلغ علماء الفلك عن احتمال اكتشاف نجوم من جمهرة النجوم الثالثة.

## راجع أيضًا
- قوائم الأجرام الفلكية
- مجرة بيكابو
- عداء سريع (علم الفلك)